# Rodan
Rodan (Nhật: ラドン Hepburn: Radon) là một kaiju, quái vật khổng lồ hư cấu của Nhật Bản, lần đầu tiên xuất hiện với tư cách là nhân vật chính trong bộ phim Rodan năm 1956 của Honda Ishirou, do hãng phim Toho sản xuất và phân phối. Sau lần xuất hiện độc lập đầu tiên, Rodan tiếp tục góp mặt trong nhiều tác phẩm thuộc loạt phim Godzilla bao gồm Ghidorah, the Three-Headed Monster, Invasion of Astro-Monster, Destroy All Monsters, Godzilla vs. Mechagodzilla II, Godzilla: Final Wars cũng như trong bộ phim Godzilla: King of the Monsters do hãng phim Legendary Pictures sản xuất.
Rodan được miêu tả là một loài sinh vật giống pteranodon thời tiền sử đã tránh được sự tuyệt chủng bằng cách sống sâu trong lòng Trái Đất, do tiếp xúc với bức xạ nên đã đột biến thành quái vật bay khổng lồ. Năm 2014, IGN xếp Rodan ở vị trí thứ 6 trong danh sách "10 quái vật hàng đầu trong điện ảnh Nhật Bản", trong khi Complex liệt kê nhân vật này ở vị trí thứ 15 trong danh sách "15 quái vật kaiju xấu nhất mọi thời đại".

## Tổng quát

### Tên gọi
Tên gọi gốc trong tiếng Nhật, Radon, là từ viết tắt của Pteranodon. Cách viết của Radon trong tiếng Nhật cũng tương ứng với tên của Ladon - một con quái vật giống rồng canh giữ Hesperides trong thần thoại Hy Lạp.
Tên gọi này đã được đổi thành Rodan cho các thị trường nói tiếng Anh để tránh nhầm lẫn với nguyên tố radon. Tuy nhiên trong bộ phim Godzilla vs Mechagodzilla II (1993), phiên bản tiếng Anh của bộ phim sử dụng tên gọi gốc là Radon.

### Phát triển
Tương tự như Godzilla, nhà văn Kuronuma Ken đã lấy cảm hứng từ các loài động vật thời tiền sử để phát triển nhân vật của mình. Không giống như phần lớn kaiju trước đây có nguồn gốc giống loài mơ hồ, Rodan được tuyên bố rõ ràng là một loài pteranodon. Cũng giống như Godzilla được xem là biểu tượng của mối đe dọa hạt nhân bắt nguồn từ Hoa Kỳ, Rodan là hiện thân của mối đe dọa tương tự bắt nguồn từ Liên Xô.

### MonsterVerse (2019 – nay)

MonsterVerse Rodan

Vào năm 2014 tại sự kiện San Diego Comic-Con, Legendary Pictures tuyên bố rằng họ đã có được bản quyền của Mothra, Rodan và King Ghidorah từ Toho để sử dụng trong vũ trụ điện ảnh MonsterVerse của họ.
Trong Kong: Skull Island, Rodan đã xuất hiện trong cảnh hậu danh đề. Đó là trong cảnh quay của một đoạn phim được Monarch lưu trữ về những hang động bí ẩn trên thế giới có các hình vẽ mô tả Godzilla, Mothra, Rodan và King Ghidorah.
Tháng 6 năm 2017, một thông cáo báo chí đã xác nhận Rodan, Mothra và King Ghidorah sẽ góp mặt trong bộ phim sắp tới của MonsterVerse.. Theo dữ liệu của Monarch, Rodan được gọi là "King Of The Skies" ("Chúa tể bầu trời") bởi tốc độ và sức mạnh đáng gờm của nó. Trang web quảng bá cho bộ phim, Monarch Sciences, xác định ngọn núi lửa hư cấu Isla de Mara nằm ngoài khơi bờ biển phía đông México là vị trí mà Rodan đang ngủ đông. Rodan được mô tả là cao 46.94 m (154 ft), nặng 39,043 tấn và sải cánh dài 265.48 m (871 ft), khiến cho nó trở thành phiên bản Rodan thấp nhất nhưng đồng thời là phiên bản nặng nhất và có sải cánh lớn nhất (mặc dù một phần của chiều cao thấp là phiên bản này có hai chân giống một con dực long chứ không phải hai chân thẳng đứng như các phiên bản của Toho). Rodan được người dân địa phương biết đến như một con quỷ lửa huyền thoại với một hệ thống đốt cháy mắc ma bên trong trải khắp cơ thể và lớp đá núi lửa bao bọc xung quanh da, giúp nó có thể bảo vệ bản thân cũng như ngụy trang khỏi kẻ thù. Rodan là Titan nhanh nhất trong bộ phim với khả năng bay đạt tốc độ siêu thanh. Kích thước và tốc độ của nó tạo ra một sự kết hợp hủy diệt, vì Rodan có thể san bằng cả một thành phố chỉ bằng cách bay qua nó, tạo ra sóng xung kích và những luồng gió xoáy lớn.
Trong Godzilla: King of the Monsters, Rodan được phát hiện vào năm 1991 bởi Monarch, tổ chức sau đó đã tiến hành xây dựng tiền đồn ở đây để nghiên cứu con quái vật. Jonah Alan đã yêu cầu Tiến sĩ Emma Russell dùng thiết bị ORCA đánh thức Rodan khỏi giấc ngủ. Khi Rodan thức tỉnh, máy bay phản lực của Monarch dẫn dụ nó vào một trận chiến với King Ghidorah, nơi nó đã bị đánh bại. Sau khi Godzilla dường như bị đánh bại bởi Oxygen Destroyer, Rodan trở nên phục tùng King Ghidorah trước khi bị Mothra đánh bại ở Boston. Sau đó nó chuyển lòng trung thành sang Godzilla sau khi King Ghidorah bị tiêu diệt, khiến cho các Titan khác cùng nhau cúi đầu trước Godzilla. Theo đoạn tin tức được hiển thị trong phần danh đề, Rodan trở về trạng thái ngủ đông tại một ngọn núi lửa nằm ở phía bắc Fiji.

## Xuất hiện

### Phim điện ảnh
- Rodan (1956)
- Valley of the Dragons (1961, vai diễn khách mời)
- Ghidorah, the Three-Headed Monster (1964)
- Invasion of Astro-Monster (1965)
- Destroy All Monsters (1968)
- Godzilla vs. Gigan (1972, vai diễn khách mời)
- Godzilla vs. Megalon (1973, vai diễn khách mời)
- Terror of Mechagodzilla (1975, vai diễn khách mời)
- Godzilla vs. Mechagodzilla II (1993)
- Godzilla: Final Wars (2004)
- Godzilla: Planet of the Monsters (2017, bộ xương xác chết)
- Godzilla: King of the Monsters (2019)

### Phim truyền hình
- Godzilla Island (1997–1998)
- Godzilla Singular Point (2021)

### Trò chơi điện tử
- Godzilla / Godzilla-Kun: Kaijuu Daikessen (Game Boy – 1990)
- Circus Caper (NES – 1990)
- Godzilla 2: War of the Monsters (NES – 1991)
- Battle Soccer: Field no Hasha (SNES – 1992)
- Kaijū-ō Godzilla / King of the Monsters, Godzilla (Game Boy – 1993)
- Godzilla: Battle Legends (Turbo Duo – 1993)
- Godzilla Giant Monster March (Game Gear – 1995)
- Godzilla Trading Battle (PlayStation – 1998)
- Godzilla: Destroy All Monsters Melee (GCN, Xbox – 2002/2003)
- Godzilla: Domination! (GBA – 2002)
- Godzilla: Save the Earth (Xbox, PS2 – 2004)
- Godzilla: Unleashed (Wii – 2007)
- Godzilla Unleashed: Double Smash (NDS – 2007)
- Godzilla: Unleashed (PS2 – 2007)
- Godzilla: The Game (PS3/PS4 – 2015)
- Godzilla Defense Force (2019)

### Truyện tranh và tiểu thuyết
- Một phiên bản của Rodan đã xuất hiện trong tiểu thuyết It (1986) của Stephen King
- Godzilla vs. Mechagodzilla II (1993)[13]
- Godzilla King of the Monsters (1994)
- Godzilla vs. Gigan and the Smog Monster (1996)[14]
- Godzilla on Monster Island (1996)[15]
- Godzilla Saves America: A Monster Showdown in 3-D! (1996)[16]
- Godzilla 2000 (tiểu thuyết – 1997)
- Godzilla at World's End (tiểu thuyết – 1998)
- Godzilla vs. the Robot Monsters (tiểu thuyết – 1998)
- Godzilla: Journey to Monster Island (tiểu thuyết – 1998)
- Godzilla vs. the Space Monster (tiểu thuyết – 1998)
- Godzilla Likes to Roar! (1998)[17]
- Who's Afraid of Godzilla? (1998)[18]
- Godzilla: Kingdom of Monsters (truyện tranh – 2011-2012)
- Godzilla: Gangsters & Goliaths (truyện tranh – 2011)
- Godzilla: Legends (truyện tranh – 2011-2012)
- Godzilla (truyện tranh – 2012)
- Godzilla: The Half-Century War (truyện tranh – 2012-2013)
- Godzilla: Rulers of Earth (truyện tranh – 2013-2015)
- Godzilla: Cataclysm (truyện tranh – 2014)
- Godzilla in Hell (truyện tranh – 2015)
- Godzilla: Oblivion (truyện tranh – 2016)
- Godzilla: Rage Across Time (truyện tranh – 2016)
- Godzilla: Monster Apocalypse (tiểu thuyết – 2017)